# Bandjoun
Bandjoun ist der Hauptort des Départements Koung-Khi in der Region Ouest, im Westen Kameruns.

## Geografie
Auf dem Gemeindegebiet treffen sich die Nationalstraßen N4 und N5. Die Gemeinde liegt 10 Kilometer südlich von Bafoussam.

## Bevölkerung
Die Bevölkerungsentwicklung der Stadt:
| Jahr          | Einwohner |
| ------------- | --------- |
| 1987 (Zensus) | 3.152     |
| 2005 (Zensus) | 20.354    |

## Sehenswürdigkeiten

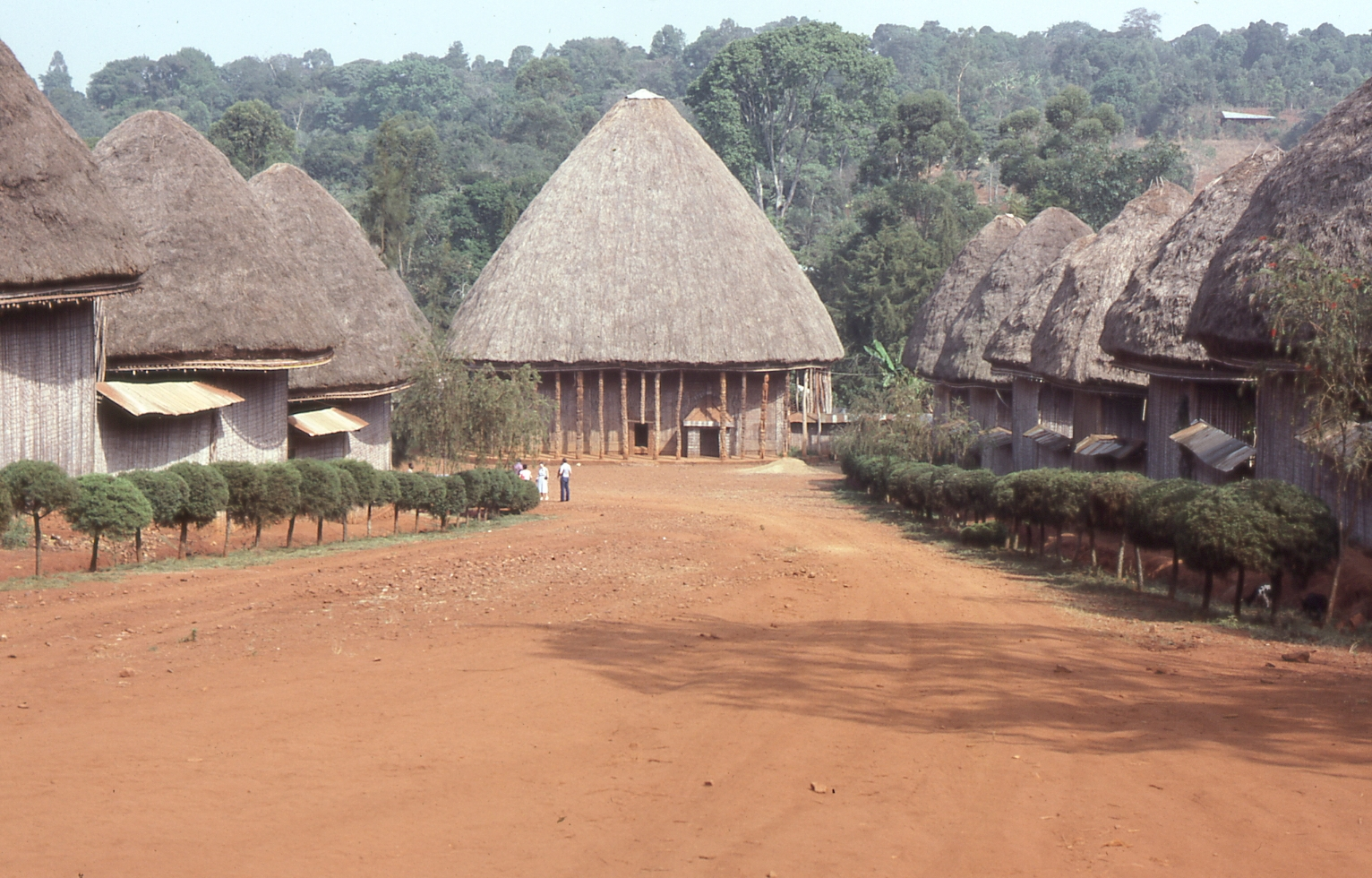
Die Hütte des Häuptlings

Bandjoun ist die Heimat der Bamileke und Sitz eines Häuptlings, des Fon. Südlich des Ortskerns liegt eine Traditionelle Hütte aus Bambus. Sie ist 17 Meter hoch und wurde über die Jahrhunderte stets erneuert. Sie dient als Sitz des Fons. An der Außenfassade finden sich reichhaltige Schnitzereien.

## Söhne und Töchter der Stadt
- Maurice K. Kamga (* 1967), Richter und Diplomat
- Adolphe Teikeu (* 1990), Fußballspieler